# Littleham (East Devon)
Littleham – osada w Anglii, w Devon, w dystrykcie East Devon. W 1961 roku civil parish liczyła 7954 mieszkańców. Littleham jest wspomniana w Domesday Book (1086) jako Liteham.